# 接続詞
接続詞（せつぞくし）とは、大雑把に言えば文と文、節と節、句と句、語と語など文の構成要素同士の関係を示す役割を担う品詞のひとつである。

## 日本語の接続詞
単独で接続語として、前後の文脈の関係を表すことばで自立語である。活用はしない。付属語（前の動詞などに接続する）である接続助詞（から、と、や、て、ば、等）とは区別される。このうち、「だから、けれども、しかし、さらに、ところが」などは統語論的には副詞の一種であり、英語の接続副詞に相当する。これらは英語などヨーロッパの言語における従属接続詞とは機能が違うことに注意すべきである。日本語において英語の従属接続詞に相当する機能を持つのはむしろ接続助詞（「～ば、～ても、のに、etc.」）である。
用途によって、以下のように分類される。
| だから     | そのため   | このため   | それで       | そこで         |
| よって     | すると     | だとすると | ゆえに       | それゆえに     |
| したがって | それなら   | それでは   | ならば       | だとしたら     |
| そうすると | そうしたら | さもないと | そうしないと | そうでないなら |
| だとすれば | そうなると | となると   | となれば     | そうしてみると |
| そうなれば |            |            |              |                |

| しかし           | けど     | ただ     | だが       | が         |
| しかしながら     | けれど   | けれども | だけど     | だけども   |
| そうではあるが   | それでも | でも     | それでも   | ではあるが |
| にもかかわらず   | ところが | ですが   | ものの     | しかるに   |
| とはいうものの   | のに     | なのに   | それなのに | とはいえ   |
| そうはいうものの | でも     | そのくせ |            |            |

| および | かつ | それから | ならびに | 同じく |
| また   |      |          |          |        |

| さらに           | また     | しかも       | おまけに | そのうえ |
| そして           | それから | それどころか | どころか | それに   |
| それにしても     | 加えて   | それに加えて | ひいては | なお     |
| そればかりでなく | ともあれ | そればかりか |          |          |

| 一方   | 他方   | 逆に | それに対して | それに対して |
| 対して | 反対に | 反面 | その反面     |              |

| または | もしくは | あるいは | ないしは | それとも |
| 他には | 他にも   |          |          |          |

| 第一に、第二に、第三に、…(無限)               |
| 一つ目は、二つ目は、三つ目は、…(無限)         |
| はじめに/最初に、続いて/次いで、最後に/その後 |
| まず、次に、さらに/そして                     |

| なぜなら | なぜならば | なぜかというと | というのは | というのも |
| だって   | なにしろ   | なにせ         |            |            |

| 因みに   | ただ | もっとも | そのかわり | ただし     |
| そもそも | なお | じつは   | 実のところ | 実は言うと |

| つまり | 言い換えると | すなわち   | 要は     | 要するに     |
| むしろ | 換言すると   | かえって   | かわりに | そのかわり   |
| いわば | 言ってみれば | と言うより | というか | そうではなく |

| 具体的には   | たとえば | とりわけ | なかでも | 殊に |
| いってみれば | いわば   | 特に     |          |      |

| それには | そのためには | 実現するには | そうする場合 |  |

| それで | そうすれば | それによって | そうすることで |  |

| さて       | ところで     | 次に   | ときに   | それはさておき |
| では       | それでは     | じゃあ | ともあれ | それはそうと   |
| そういえば | それにしても |        |          |                |

| どの道         | どっち道     | このように     | こうして       | いずれにしろ |
| 結局           | 以上         | とにかく       | かくして       | いずれにせよ |
| いずれにしても | どちらにせよ | どっちにしても | どっちにしても | どっちにせよ |

## 英語の接続詞
英語においても接続詞は文と文、節と節、句と句、語と語など項目同士の関係を示す役割を担う品詞のひとつである。
英語の接続詞は以下に挙げる等位接続詞と従属接続詞に分けられる。また、本項目では、これらに加え、本来的には接続詞ではなく、副詞であるものの、接続詞に類する役割を担うものとして、接続副詞 (however 等)についても述べる。
接続詞にも語法があり、接続詞それぞれによって、つなげられるもの（beforeの後に否定文は原則来ない等）や置かれる場所（butは原則的に文頭には来ないなど）などの決まりがある。
また、日本語に訳して考えた場合に前置詞や関係詞との区別がつきにくいケースもある。そもそも接続詞/前置詞の両方の用法のある単語もある。

### 等位接続詞
等位接続詞は、語と語、句と句、文と文など、統語論的に同種のものを、対等な関係で接続する接続詞である。等位接続詞で接続された複数の対等な節からなる文を、重文(compound sentence)という。
例えば、次のような節と節との接続を考えた場合：
[節1] [接続詞] [節2].
[節1]のみでも、[節2]のみでも、それぞれで意味が通じていれば、それは重文であり、その接続詞は等位接続詞ということになる。
例：[犬は庭をかけまわり]、そして[猫はこたつで丸くなる]。

#### 等位接続詞
英語の主な等位接続詞は以下の通り：
- and（そして）
- or（または）
- nor（でもない）
- but（しかし）
- so（なので）
- except（をのぞいて）

#### 相関接続詞
以下の相関接続詞も等位接続詞の一種である：
- both A and B （AとBのどちらも）
- either A or B （AとBのどちらか）
- neither A nor B （AでもBでもない）
- not only A but also B （AだけではなくBも）
- rather A than B（BよりむしろA）
- A as well as B（BとおなじくA)

### 従属接続詞
従属接続詞（または従位接続詞）は、副詞節を導くものと、名詞節を導くものに分類される。複文(complex sentence)をつくる。これらは節をまとめる標識として機能しており、日本語における「接続詞」とはまったく異なる文法範疇である。たとえばalthoughは日本語の「けれども、しかし」などの「接続詞」ではなく「～のに、～けれども」などの接続助詞に近いことに注意すべきである。またifは日本語でよく「もし」と訳されるが、「もし」は、「私がもしあなたならば」のように節の途中で使うことができることからもわかるように、副詞であり、ifとはまったく範疇がちがう。従属節をまとめるという、統語的にifと似た働きをしているのは、むしろ接続助詞の「～ば」である。
副詞節を導く従属接続詞は、用法によって下記のように分類される。
- 時を表す
  - when（するとき）
  - whenever, every time, each time（するときはいつでも）
  - while（している間は）
  - before（する前に）
  - by the time（するまでには）
  - until, till（までずっと）
  - after（した後で）
  - since（してからずっと）
  - as soon as, the moment, the instant, directly（するやいなや）
- 原因、理由を表す
  - because（なぜなら～だから）, since（なので）, as（なので）, that（だから）, now that（今や～だから）,　seeing that（だから）,　on (the) grounds that（～を根拠として、～の理由で）
- 仮定、条件を表す
  - if,on condition that, supposing(that), in case（もし）
  - as[so] long as（～する限り）
  - unless（もし～でないなら）
- 目的を表す
  - in order that, so that, that（するために）
  - lest, for fear (that),（～しないように）in case （～したばあいにそなえ）
- 結果を表す
  - 形容詞 so か副詞 that（非常に～なので）,such 名詞 that（非常に～なので）
  - 比較を行う
  - as
  - than
- 譲歩を表す
  - though, although（～にもかかわらず、～といえども）
  - even if, even though（たとえ～であっても）
  - while（～ではあるが、～する一方で）
  - as（～にもかかわらず※young as he isのように節内の主格補語の形容詞などが倒置される。）
- 様態を表す
  - as, like（～のように）
  - as if, as though（あたかも～のように）
- 範囲を表す
  - as far as（～の範囲では）

### 接続副詞
接続副詞は、副詞の一種であるが、意味的には逆接・順接・譲歩・追加など論旨展開にかかわる意味を表す。しかし接続詞とは異なり、接続副詞には語句と語句、文と文を統語論的に接続する機能はない。日本語の「しかし」は、機能の点では等位接続詞butではなく、接続副詞howeverに相当する。また、接続副詞は本来副詞であるため、従属接続詞のように節のはじめに置かれるとはかぎらず、主語のあとや文末など、別の位置に置かれることもある。接続副詞の例としては以下のものがある。
however「しかし」, besides「そのうえ」, therefore「したがって」

### 接続詞と前置詞
接続詞は前置詞としても用いられるものもある。
after, before, since, until
as, but, forはどちらにも用いられるが意味が異なる。
接続詞と前置詞で異なるもの
- because - because of
- by the time - by
- while - during
- although - despite, in spite of

## 中国語の接続詞
中国語では接続詞を連詞（Lián cí）または連接詞（Lián jiē cí）と呼ぶ 。
- 並列:和、跟、與、既、及、而、又、一面⋯⋯一面⋯⋯など。
- 選択：或、或者、還是など。
- 転折：但是、不過、雖然、然而など。
- 因果：因為、因此、所以、由於、以致など。
- 逓進：不但、不僅、而且、何況、並、且など。
- 条件：不管、只要、除非など。
- 仮設：如果、即使、假若、假如など。
- 目的：以、以便、以免、為了など。
- 承接：又、便、於是、然後、之後など。
- 比較：與其、不如。

## 関連記事
- 現代日本語文法
- 節 (文法)
- 論理演算
- フィラー (言語学)